# دانيال أووسو (لاعب كرة قدم)
دانيال أووسو (بالإنجليزية: Daniel Owusu)‏ هو لاعب كرة قدم غاني، ولد في 25 يناير 2003.

## وصلات خارجية
- دانيال أووسو (لاعب كرة قدم) على موقع قاعدة بيانات كرة القدم.إي يو (الإنجليزية)
- دانيال أووسو (لاعب كرة قدم) على موقع Soccerway.com (الإنجليزية)
- دانيال أووسو (لاعب كرة قدم) على موقع عالم كرة القدم.نت (الإنجليزية)